# 聖誕貓
聖誕貓（英語：Yule Cat、冰島語：、IPA：[ˈjouːlaˌkʰœhtʏrɪn]）是冰島聖誕節民間傳說中描述的一隻巨大而兇猛的貓。據說它會在聖誕節季節潛伏於冰雪覆蓋的鄉間，吃掉那些在聖誕節前沒有獲得新衣服的人。在另一個版本的傳說中，這隻貓只是吃掉沒有新衣服的人家的食物。聖誕貓與冰島其他民間傳說人物密切相關，被認為是巨魔女巫格莉拉及其兒子聖誕小夥子的寵物。

## 歷史

### 起源
聖誕貓首次明確提及是在1862年，根據瓊阿拉松在其民俗集《冰島民間故事與傳說》（Íslenzkar þjóðsögur og æfintýri）的描述，它是一種邪惡的野獸，會吃掉那些沒有為聖誕節準備新衣服的人，或者吃掉他們的「聖誕節份額」（一種額外的食物配給）。然而，瓊並未說明這些故事的具體來源。
之後，學者們提出了兩種關於聖誕貓起源的理論：
- 第一種理論：民俗學家阿尼·比約恩松（Árni Björnsson）指出，瓊在書中的一個腳註中提到了「給貓穿衣服」這一修辭手法（冰島語中表示完成任務的隱喻）。[4]根據這一腳註以及在瓊的著作之前沒有任何關於聖誕貓的文字記錄，比約恩松認為聖誕貓的形象可能是基於這一說法而創造的。[3][5][6]
- 第二種理論：考古學家古德蒙德·奧拉夫松（Guðmundur Ólafsson）將聖誕貓與歐洲傳統中伴隨圣尼古拉的各種神秘生物聯繫起來。奧拉夫松指出，歷史中關於民間傳說的記錄通常很稀少，因此缺乏關於聖誕貓的文字來源並不能證明其不存在。[3][7]

傳統上，聖誕貓被用作一種威脅和激勵手段，督促農場工人在聖誕節前完成秋季收集羊毛的加工工作。參與勞動的人會得到新衣服作為獎勵，而沒有完成工作的人則什麼也得不到，進而成為聖誕貓的獵物。

### 《聖誕來臨》
1932年，約翰內斯·烏爾·克特魯姆的詩集《聖誕來臨》（Jólin koma）出版，確立了聖誕貓作為經典冰島聖誕民俗的一部分。其中一首詩的〈Jólakötturinn〉以聖誕貓為主題，後來成為冰島聖誕慶典和裝飾中的常見元素。
儘管這首詩沒有將聖誕貓與格莉拉、勒帕魯迪（Leppalúði）或聖誕小夥聯繫起來，但這些角色也出現在該詩集中。因此在後來的故事中，聖誕貓逐漸被視為格莉拉及其兒子的寵物。到20世紀中期，聖誕貓已經成為葛莉拉家的重要成員。在一些後來的傳說中，聖誕貓因性情頑劣，只有最小的聖誕小夥子斯圖弗（Stúfur）能夠控制它，他甚至騎著貓穿越鄉間。
1970年左右，英吉比約爾格·奧爾貝裡根據克特魯姆的詩創作了幾首歌曲，其中包括一首以聖誕貓為主題的歌曲。

## 現代流行
2008年，英文線上報紙《雷克雅維克小道消息》（The Reykjavík Grapevine）發表了一篇關於聖誕貓的文章。這篇文章被認為是聖誕貓獲得國際知名度的部分原因，之後許多文章重複並擴展了關於聖誕貓的故事。
2018年，雷克雅維克市中心廣場豎立了一座5公尺高的聖誕貓鐵雕塑，作為聖誕裝飾的一部分。
2023年12月，一部關於聖誕貓的電影《你們知道…》（冰島文：Þið kannist við…，英文片名為《Krampuss》）在冰島上映。

## 外部連結
- . 2007-12-08. The poem , in Icelandic (English translation)